# Nonagria sinuosella
Nonagria sinuosella är en fjärilsart som beskrevs av Felix Bryk 1948. Nonagria sinuosella ingår i släktet Nonagria och familjen nattflyn. Inga underarter finns listade i Catalogue of Life.